# Мімідзука
Мімідзука (яп. 耳塚, «Курган вух», «гробниця вух»), раніше Ханадзука (яп. 鼻塚, «Курган носів») — монумент у місті Кіото, в Японії. Він присвячений відрубаним носам вбитих корейських солдатів та цивільних, а також солдатів китайської імперії Мін, узятих трофеями під час японсько-корейської війни 1592—1598 років. У монументі зберігаються носи щонайменше 38 000 корейців та понад 30 000 китайців, вбитих у війнах під проводом Тойотомі Хідейоші.
Монумент знаходиться безпосередньо на заході від синтоїстського храма Тойокуні, присвяченому Хідейоші.

## Історія
За традицією, самураї брали з собою голови вбитих ворогів як докази. Збирання носів замість голів поширилось у часи другого вторгнення до Кореї:p. 195. Спочатку воїни отримували платню від командирів-даймьо саме за надані голови вбитих, які потім підраховувались, засолювались та відправлялись до Японії. Однак через велику кількість вбитих цивільних і солдат, а також переповненість кораблів, що перевозили війська, стали перевозитись лише носи, а не цілі голови. Тойотомі Хідейоші дуже наполягав на доставленні носів, аби переконатись, що його армія справді вбиває корейців.

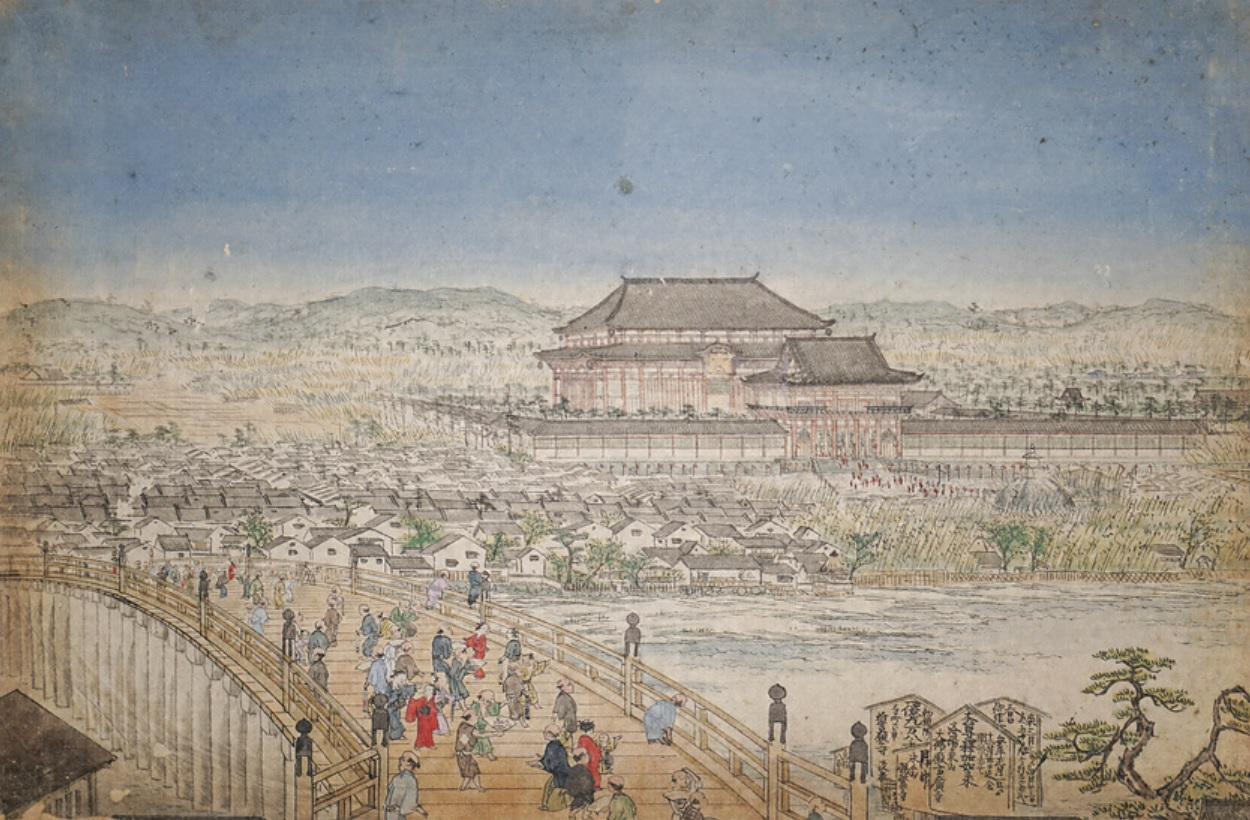
Картина храму Хокоджі, написана Маруямою Окьо. Мімідзуку можна побачити навпроти храму (справа на картині)

Японські хроністи під час другого вторгнення згадували, що відривались частини тіла й звичайних корейських цивільних, зокрема у провінціях Кьонсан, Чолла та Чхунчхон:pp. 475–476. У часи того вторгнення, Хідейоші наказав:
| Ліві лапки | Викосити всіх, не розрізняючи молодих і старих, чоловіків і жінок, духовенство і мирян - високопоставлених солдатів на полі бою, це само собою зрозуміло, але також і селян, аж до найбідніших і найпідліших, - і відправити голови в Японію. | Праві лапки |

Сто шістдесят тисяч японських солдатів відправились до Кореї за час вторгнення, де зібрали усього 185 738 голів корейців та 29 014 голів китайців, усього — 214 752:p. 230. Деякі заперечують цю цифру, та стверджують що підрахувати точну кількість вбитих неможливо.
Курган Мімідзука був утворений 28 вересня 1597. Точні причини його утворення невідомі, проте вчені вважають, що під час другого вторгнення у Корею в 1597 році, Тойотомі Хідейоші наказав командирам показати результати їхніх успіхів. Пізніше Потім Хідейоші наказав поховати реліквії у святині на території храму Хокоджі, а буддійським священникам — молитися за упокій душ десятків тисяч корейців, з тіл яких вони вийшли. Цей наказ тогочасний головний священник описав як прояв «великої жалості та співчуття» з боку Хідейоші. Гробницю спочатку було названо "ханадзука" (яп. 鼻塚, Курган носів), проте через кілька десятиліть ця назва стала вважатись надто жорстокою, тому назву було змінено на більш милозвучну, хоч і неточну — "мімідзука" (яп. 耳塚, Курган вух), за якою ця пам'ятка відома й досі. Подібні кургани носів з тих же часів є й в інших місцях у Японії, наприклад, в Окаямі.

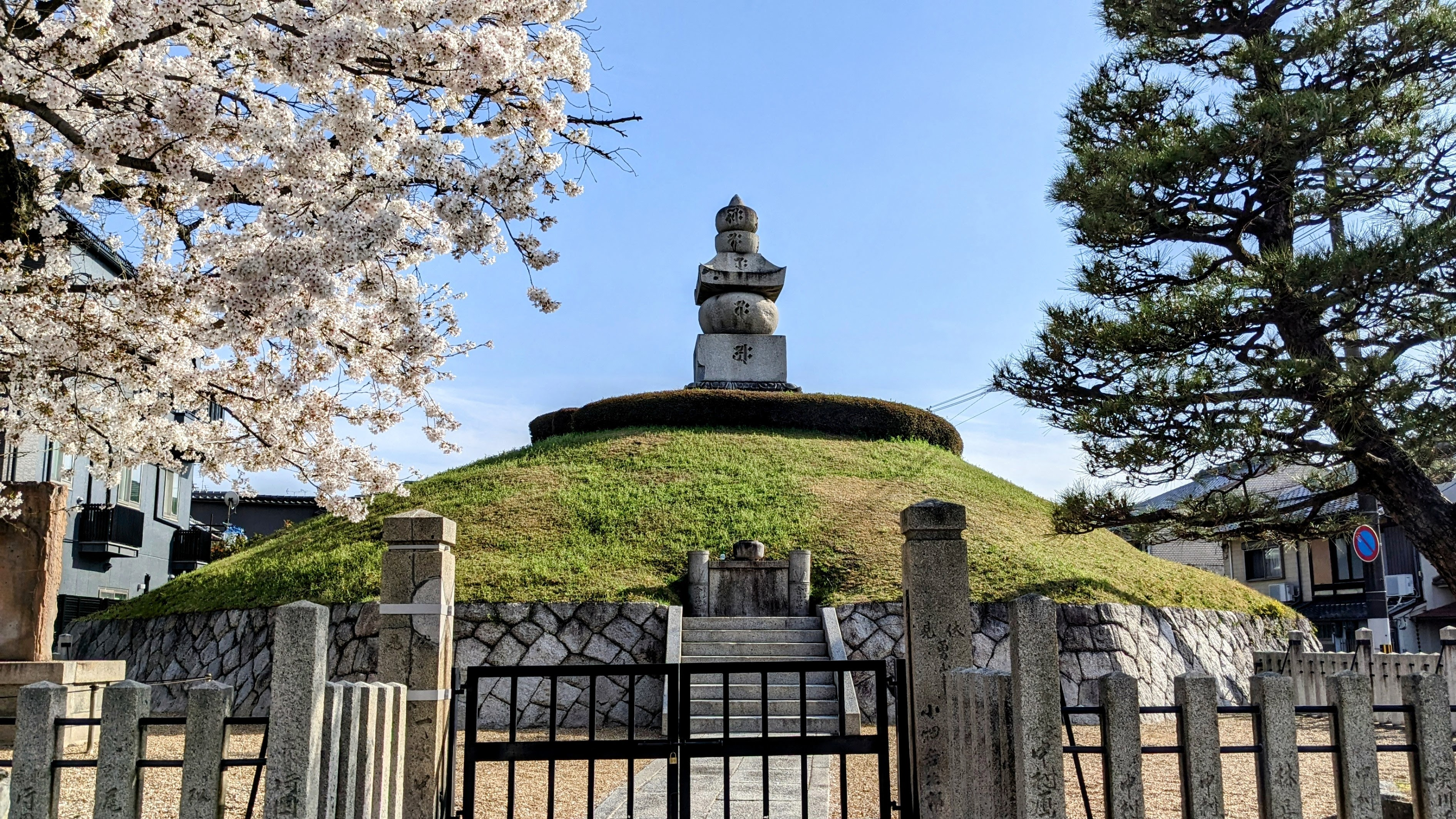
Mimizuka from the front

### Вплив на сучасні відносини між країнами
Мімідзука — мало відома пам'ятка серед японців, але дуже відома серед корейців. Британський історик Стівен Тернбулл назвав Мімідзуку «найменш згадуваною і найчастіше оминаємою туристичною визначною пам'яткою Кіото». У 1960-х роках перед курганом стояла меморіальна дошка, яку згодом зняли, з написом: «Не можна сказати, що відрізання носів було настільки жорстоким за тодішніми мірками». Більшість путівників не згадують про курган вух, незначна кількість японських та іноземних туристів відвідує це місце.
|                                    |
| Кам'яний монумент перед Мімідзукою |

|                                    |
| Пам'ятна табличка перед Мімідзукою |

|                 |
| Мімідзука ззаду |

|                               |
| Монумент на вершині Мімідзуки |